# Кошурко, Алексей Алексеевич
Алексей Алексеевич Кошурко — советский хозяйственный, государственный и политический деятель, Герой Социалистического Труда.

## Биография
Родился в 1933 году в городе Зиновьевск. Член КПСС.
Военнослужащий Советской Армии, санинструктор в Прикарпатском военном округе. С 1955 года — на хозяйственной, общественной и политической работе. В 1955—1993 гг. — слесарь по ремонту промышленного оборудования, слесарь-сборщик в механическом цехе, бригадир слесарей Кировоградского завода сельскохозяйственных машин «Красная звезда» в городе Кировоград Кировоградской области Украинской ССР.
Указом Президиума Верховного Совета СССР от 3 января 1974 года за выдающиеся успехи в выполнении и перевыполнении планов 1973 года и принятых социалистических обязательств присвоено звание Героя Социалистического Труда с вручением ордена Ленина и золотой медали «Серп и Молот».
Делегат XXV съезда КПСС.
Заслуженный машиностроитель Украинской ССР.
Умер в Кировограде в 2013 году.